# 紅リサーチ
『紅リサーチ』（くれないりさーち）は、テレビ朝日で毎週木曜0:15～0:45（水曜深夜）（JST）で放送されていたバラエティ番組である。2014年8月12日（火曜）23:45 - 翌0:45に単発放送され、同年10月2日未明（1日深夜）から2015年3月26日未明（25日深夜）までレギュラー放送。

## 番組概要
- 世の中の気になる事象を、女性放送作家が自らビデオカメラで撮影しながら取材。そのVTRを見ながら、司会者陣がトークを繰り広げる。

## 出演
- 八木亜希子 - 司会進行
- サンドウィッチマン（伊達みきお・富澤たけし） - コメンテーター的役回り

## ネット局
| 放送対象地域   | 放送局         | 系列           | 放送日時                     | 放送開始日                                | 遅れ       |
| -------------- | -------------- | -------------- | ---------------------------- | ----------------------------------------- | ---------- |
| 関東広域圏     | テレビ朝日     | テレビ朝日系列 | 木曜 0:15 - 0:45（水曜深夜） | 2014年10月2日                             | 制作局     |
| 岩手県         | 岩手朝日テレビ | テレビ朝日系列 | 木曜 0:15 - 0:45（水曜深夜） | 2014年10月2日                             | 同時ネット |
| 秋田県         | 秋田朝日放送   | テレビ朝日系列 | 木曜 0:15 - 0:45（水曜深夜） | 2014年10月2日                             | 同時ネット |
| 山形県         | 山形テレビ     | テレビ朝日系列 | 木曜 0:15 - 0:45（水曜深夜） | 2014年10月2日                             | 同時ネット |
| 長野県         | 長野朝日放送   | テレビ朝日系列 | 木曜 0:15 - 0:45（水曜深夜） | 2014年10月2日                             | 同時ネット |
| 山口県         | 山口朝日放送   | テレビ朝日系列 | 木曜 0:15 - 0:45（水曜深夜） | 2014年10月2日                             | 同時ネット |
| 沖縄県         | 琉球朝日放送   | テレビ朝日系列 | 木曜 0:15 - 0:45（水曜深夜） | 2014年10月2日                             | 同時ネット |
| 青森県         | 青森朝日放送   | テレビ朝日系列 | 木曜 0:15 - 0:45（水曜深夜） | 2014年10月16日                            | 14日       |
| 福島県         | 福島放送       | テレビ朝日系列 | 金曜 0:20 - 0:50（木曜深夜） | 2014年10月17日                            | 15日       |
| 新潟県         | 新潟テレビ21   | テレビ朝日系列 | 金曜 0:55 - 1:25（木曜深夜） | 2014年10月17日                            | 15日       |
| 石川県         | 北陸朝日放送   | テレビ朝日系列 | 月曜 1:40 - 2:10（日曜深夜） | 2014年10月20日                            | 18日       |
| 岡山県・香川県 | 瀬戸内海放送   | テレビ朝日系列 | 金曜 0:55 - 1:25（木曜深夜） |                                           |            |
| 大分県         | 大分朝日放送   | テレビ朝日系列 | 水曜 1:15 - 1:45（火曜深夜） | 2014年10月22日                            | 20日       |
| 鹿児島県       | 鹿児島放送     | テレビ朝日系列 | 水曜 1:45 - 2:15（火曜深夜） | 2014年10月22日                            | 20日       |
| 中京広域圏     | メ〜テレ       | テレビ朝日系列 | 火曜 0:20 - 0:50（月曜深夜） | 2015年1月5日 （この日以前も不定期に放送） |            |

## スタッフ
- ナレーション：大塚芳忠
- 企画：奥川晃弘
- 構成：鈴木おさむ、樋口卓治、柳しゅうへい、今井健太、大塚泰博、勝木友香、堀江志津、古川かずな
- カメラ：田島実一郎
- 音声：摩伸之
- 美術：小山晃弘
- デザイン：鹿内遥
- 美術進行：森みどり
- 大道具：藤巻朱音
- 電飾：町端航
- EED：大西裕太（IMAGICA）
- MA：奴賀貴幸
- 音効：竹内陽（TSP）、大峡邦彦
- TK：安達真理
- 編成：吉川徹
- 宣伝：椿本晶子
- 営業：杉田正芳
- コンテンツビジネス：里見諒
- 協力：東京オフラインセンター
- 制作スタッフ：岡祐太、高野俊樹、佐藤啓、辻智博
- ディレクター：松岡信行、佐古俊介、北島清次、丸谷水希、川跡友里
- AP：河村由香
- チーフディレクター：尾形正喜
- プロデューサー：遠藤由一郎
- ゼネラルプロデューサー：樋口圭介
- 制作著作：テレビ朝日